# Psicólogo

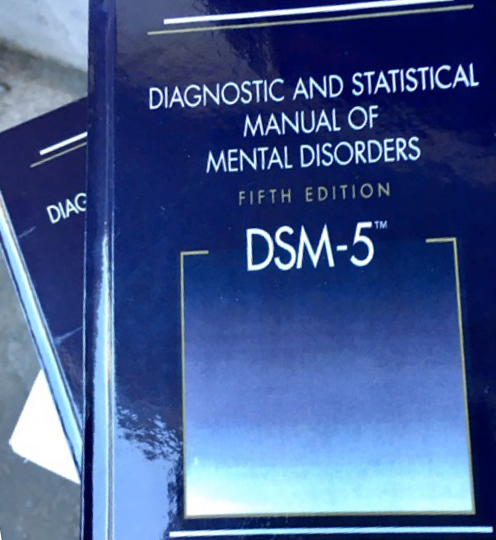
El Manual diagnóstico y estadístico de los trastornos mentales, en su 5.ª edición (DSM-V), herramienta del psicólogo.

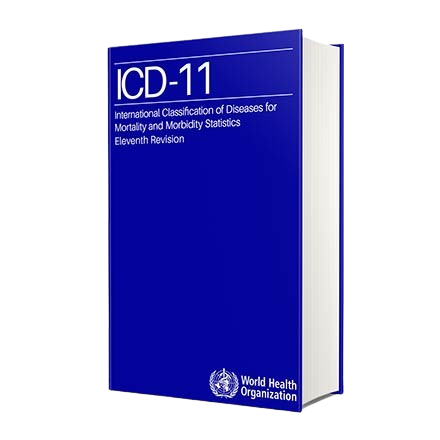
La Clasificación internacional de enfermedades, en su 11.ª edición, otra herramienta más del psicólogo.

Los términos psicólogo y sicólogo se aplican al profesional que se dedica a ejercer la psicología. Se trata de un especialista de la salud mental que, por esa razón, se interesa en estudiar y entender el comportamiento (o la conducta, según el punto de vista de otras terminologías).
Académicamente, puede optar por especializarse en una o más áreas de su carrera, de modo tal que puede llegar a especializarse en psicología clínica (si trabaja en terapia y en el tratamiento en la salud mental o emocional), psicología conductual o conductista o del comportamiento (si se interesa en el estudio del comportamiento desde el punto de vista del conductismo y de las corrientes derivadas, como la terapia cognitivo-conductual), psicología industrial o psicología del trabajo o psicología laboral o psicología de las organizaciones (si se interesa en la capacitación para el trabajo y en la selección de personal), psicología social (si aborda los procesos sociales, el estudio de los grupos, la influencia o importancia de lo social sobre el comportamiento y las actitudes del individuo), psicología educativa (la educación, la infancia, la escuela, los procesos de aprendizaje), neurociencias o psicofisiología (las bases neurofisiológicas o neurobiológicas del comportamiento), psicología forense, psicólogo comunitario y otras más. 

## Competencias por país

### España
Los títulos de grado en psicología especifican las competencias adquiridas. En el caso de licenciados en psicología, el llamado suplemento europeo para títulos (que recibe cada licenciado para mostrar sus competencias fuera de España) especifica lo siguiente:

“Esta titulación capacita para el abordaje científico del comportamiento humano, el análisis de los procesos y relaciones en los grupos sociales y el diseño y realización de actividades de orientación, diagnóstico, prevención e intervención relacionadas con trastornos comportamentales y comportamientos que influyan en la salud”.

Es necesario matizar que un psicólogo es tal cuando está en posesión de un título universitario acreditativo; en España, ese título procede de la licenciatura en psicología o del grado en psicología, solo impartidos en universidades. Por ello, no debe confundirse con otras profesiones o titulaciones que, aunque pueda parecer que ejercen competencias similares, son muy distintas. Estas son:
- Psiquiatra: Persona licenciada en medicina cuya especialización ha sido el estudio de la psicopatalogía a través del abordaje médico; los psiquiatras son médicos especialistas en psiquiatría. Los psicólogos son licenciados en psicología, que pueden especializarse en varias ramas, como la psicología clínica y la psicología de la salud, las neurociencias, la psicología de la educación, psicología del trabajo y de las organizaciones, etcétera. El psiquiatra utiliza principalmente la farmacología para mejorar los síntomas más incapacitantes de los trastornos de salud mental, aunque en algunos casos también realiza intervención o tratamientos psicoterapéuticos después de una formación de posgrado en estos campos.
- Psicoanalista: Persona similar en funciones al psicólogo clínico, pero cuya especialidad es el psicoanálisis en una o más de sus muchas vertientes. Los psicoanalistas por tanto no practican activamente la psicología, sino el psicoanálisis, de supuestos diferenciados a la psicología predominante hoy en día. Algunos países ofertan esta titulación en sus universidades como rama dentro de la carrera de psicología; en España, no se oferta tal titulación universitaria.
- Trabajador social: Persona encargada de facilitar una óptima inserción social a otras personas en situaciones de riesgo o potencialmente desfavorecidas. Aunque su aplicación profesional se apoye en los supuestos de la psicología, sobre todo en su vertiente más social, estos no se limitan a ella, por lo que los trabajadores sociales pueden estar en posesión del título de psicólogo o no estarlo. En ocasiones, su labor profesional se ve cubierta con titulaciones parcialmente afines a la psicología, como pueden ser antropología o sociología, o ciclos formativos como trabajo social, por lo que su labor terapéutica se limita a la inserción del sujeto a un entorno favorable y emocionalmente positivo para él.
- Terapeuta: Persona que procura el bienestar mental de otra persona de forma profesional, aun sin estar en posesión del título universitario que lo acredita como psicólogo. Muchos son los cursos, ciclos formativos y oferta formativa no oficial en general que pueden conducir a la formación de un terapeuta, pero es necesario no confundirlo con el psicólogo, dado que no poseen la misma formación ni las mismas obligaciones. Un terapeuta no necesita acreditar titulación alguna, por lo que tanto académica como profesionalmente no están capacitados para ejercer las competencias de un psicólogo clínico.
- Orientador: Persona que se ofrece a sí misma como guía para que otra persona pueda alcanzar algún objetivo, lo cual le reportará bienestar. Al igual que en el caso anterior, excepto en el ámbito educativo, no es obligatorio que un orientador posea el título de psicólogo, por lo que sus conocimientos quedan reducidos a lo que él mismo haya considerado oportuno, como cursos o ciclos no oficiales.[cita requerida]

Por tanto, aunque sean muchas las personas que intentan trabajar en el ámbito de la psicología clínica con fines lucrativos, es imprescindible hacer una distinción entre los que realmente se encuentran capacitados para ello (los psicólogos) y los que simplemente les emulan, en ocasiones satisfactoriamente, incluso sin poseer los conocimientos indispensables acreditados con la titulación universitaria.[cita requerida]

### Colombia
La legislación colombiana, mediante la Ley 1090 de 2006, estableció que es requisito indispensable para ejercer como psicólogo poseer la tarjeta profesional expedida por el Colegio Colombiano de Psicólogos, y esta entidad, a su vez, solo puede otorgarlo a quien demuestre mediante un título universitario su idoneidad para ejercer la profesión. Mediante la misma ley, se estableció al 20 de noviembre como el Día Nacional del Psicólogo.

### México
La actividad profesional del psicólogo en México, así como el ejercicio del resto de las profesiones en este país, se encuentra normado por la Secretaría de Educación Pública, a través de la Dirección General de Profesiones, que tiene la labor de autorizar y llevar el registro profesional en el país. En particular para el ejercicio de los servicios psicológicos en México, la Sociedad Mexicana de Psicología, participó en un estudio internacional que consistió en la recabación de información directamente de profesionales, científicos y académicos del ramo para consolidar una guía de principios y normas éticas para los servicios psicológicos en México con el nombre de Código ético del psicólogo, cuyo propósito es el de la regulación de los servicios psicológicos a nivel profesional, científico y académico. Así como la Sociedad Mexicana de Psicología, en el país existen otros organismos relacionados con la profesión, tales como el Consejo Mexicano de Psicología (Comepsi), y las facultades de las universidades públicas y privadas que imparten esta carrera, como la Universidad Nacional Autónoma de México, por medio de su Facultad de Psicología. Como en cualquier otro lugar del mundo, en México se ofrecen servicios psicológicos tanto presenciales como en línea con mucha más frecuencia que en el pasado. Por la contingencia sanitaria debida al COVID-19, es posible encontrar varios canales de apoyo psicológico a distancia, tales como el "Cuestionario para la atención de riesgos a la salud mental COVID-19" de la Secretaría de Salud, para el uso del público en general y del personal de salud, con la participación de la Facultad de Psicología de la Universidad Nacional Autónoma de México, y el Instituto Nacional de Psiquiatría "Ramón de la Fuente Muñiz".[cita requerida]
En México, el Día del Psicólogo se festeja el 20 de mayo desde 1998, cuando así lo estableció la Federación Nacional de Colegios, Sociedades y Asociaciones de Psicólogos de México, A.C.(Fenapsime), debido a que en este día, en 1937, se otorgó la primera licencia para ejercer esta profesión en este país, independientemente de que desde 1924 ya se encontraba establecida como opción de doctorado.[cita requerida]
En cuanto a la cantidad de psicólogos por habitantes, se estima que, "(..) existen 12 psicólogos en México por cada 100 habitantes" en este país.

## Áreas de especialización
La psicología es una disciplina compleja, con muchas maneras diferentes de observar e interpretar la mente y la conducta humana y de aplicar los conocimientos obtenidos. A medida que se ha ido desarrollando como disciplina científica y profesional, se ha producido también una creciente especialización, tanto en interés por la investigación como en términos de formación.
Tras finalizar su formación universitaria fundamental, quien obtiene el título de psicología debe especializarse en una o varias de estas áreas concretas —aquellas que mejor se adapten a sus intereses y capacidades— para poder desarrollar eficazmente una actividad profesional productiva. Algunas de las ocupaciones profesionales del psicólogo con más tradición y población son las siguientes:[cita requerida]

### Psicólogo experimental
La psicología experimental es, históricamente, la especialidad más antigua dentro de la psicología desde su nacimiento como ciencia a finales del siglo XIX (desde que, en 1879, Wilhelm Wundt fundó el primer laboratorio experimental). La labor primordial del psicólogo experimental comprende el desarrollo de habilidad y metodología para la investigación científica y la ampliación del conocimiento existente sobre los fenómenos psicológicos. Para ello, realizan investigaciones sobre todos los procesos psicológicos, desde los más básicos —como el aprendizaje, la memoria, la sensación, la percepción, la cognición, la motivación y la emoción— hasta los más complejos. La mayor parte de estas investigaciones se realizan en las universidades, aunque también se desarrollan en laboratorios privados.[cita requerida]

### Psicopatólogo
Es el profesional de la psicología especializado en el campo de la psicopatología (tradicionalmente también conocida como psicología anormal o psicología de la anormalidad), se interesa por el estudio de las irregularidades psíquicas y las conductas anormales, interpretando dichas anormalidades como desviaciones cuantitativas de la conducta normal, abarcando así desde las frecuentes divergencias de menor importancia a las grandes desviaciones de la normalidad que, aunque más excepcionales, suponen un problema de enorme importancia social.[cita requerida]
La tarea primordial del psicopatólogo consiste en proporcionar cuenta y razón descriptiva sistemática de todas las irregularidades de la conducta, cualquiera que pueda ser su grado de severidad, en clasificarlas y en tratar de explicar cómo aparecieron. Su tarea está, por tanto, más bien orientada hacia la teoría, centrada en la ampliación del conocimiento existente sobre las diversas afecciones mentales.[cita requerida]
El psicopatólogo puede optar por dos clases posibles de interpretación de dichas anormalidades:
- Concepción estructural: Puesto que toda conducta tiene como sustrato un complejo mecanismo fisiológico, en el cual los sistemas nervioso y glandular desempeñan un importante papel, la interpretación neurofisiológica supone que las fallas de operación normal deben poder atribuirse directamente al desarreglo orgánico de estos sistemas. Así, la lesión o enfermedad nerviosa, el subfuncionamiento o sobrefuncionamiento de los mecanismos glandulares, o una combinación de ambos, deben ser la causa fundamental de las desviaciones de la conducta.

- Concepción funcional: hace hincapié en el papel desempeñado por el condicionamiento y el aprendizaje en la génesis de la personalidad y la conducta. Las desviaciones respecto de la conducta normal pueden ser resultado de un reforzamiento, ya sea accidental o intencional, de las respuestas socialmente desadaptativas.[cita requerida]

A pesar de estas diferencias de interpretación, no se debe pensar en el estudio de la anormalidad psicológica como una visión dicotómica de la naturaleza del desequilibrio mental, sino más bien como un continuo que observa estas desviaciones de la normalidad en distintos niveles, siendo esperable que todas las anormalidades estudiadas queden sujetas a descripciones opcionales no conflictivas, algunas de las cuales harán hincapié en la psicogénesis y otras en la neurogénesis.[cita requerida]

### Psicólogo clínico
Los psicólogos clínicos se interesan fundamentalmente en el diagnóstico, causa y tratamiento de los trastornos psicológicos, que fluctúan de leves a muy graves. Es decir, el psicólogo clínico hace de la personalidad y la conducta mal ajustadas su campo de estudio y, mediante el uso de procedimientos terapéuticos —principalmente las diversas modalidades de psicoterapia—, trata de cambiar su medio de manera que se restablezca su equilibrio psíquico. En esto se diferencia de la especialidad afín de la psicopatología, en su orientación más práctica. Además, la mayor parte de los psicólogos clínicos están formados para llevar a cabo investigaciones, retroalimentando, de esta manera, las teorías psicopatológicas sobre las que se apoyan. Es conveniente aclarar que los psicólogos clínicos no están autorizados para prescribir fármacos; no obstante, en algunos estados de los Estados Unidos han adquirido este derecho, solo después de realizar una formación de posgrado.[cita requerida]
Los psicólogos clínicos trabajan en hospitales para trastornos mentales, instituciones para discapacitados, clínicas de salud mental, prisiones y en la práctica privada. También son contratados por la Sanidad Pública, pasando necesariamente para ello por una oposición denominada PIR (Psicólogo Interno Residente) y que ofrece un número bastante reducido de plazas.[cita requerida]
Para la obtención del título de especialista en psicología clínica, en España es necesario haber obtenido el título PIR o acumular la experiencia y formación necesarias exigidas por el Ministerio de Sanidad. El Real Decreto 2490/1998, de 20 de noviembre, crea y regula el título oficial de Psicólogo Especialista en Psicología Clínica.Posteriormente, en la Orden SAS/1620/2009, de 2 de junio, se especifica el programa de formación de la especialidad de Psicología Clínica. Se define esta especialidad como una rama sanitaria de la Psicología y se especifica las competencias profesionales del especialista en Psicología Clínica.

### Asesor psicológico
Estos psicólogos orientadores, al igual que los clínicos, efectúan —e interpretan— pruebas psicológicas, entrevistan y observan a aquellos que vienen a pedirles ayuda y les dan consejos prácticos para resolver el problema que les trajo inicialmente. Trabajan primordialmente con los problemas de adaptación que pueda sufrir la persona «normal». Debido a la naturaleza de esta orientación profesional, quienes acuden mayoritariamente al orientador psicológico son jóvenes que sufren problemas de adaptación educativa, vocacional o social, debido a lo cual en todo colegio y universidad existe un servicio de atención y orientación psicológica a disposición del estudiante.[cita requerida]
A diferencia de los psicólogos clínicos y de los psicopatólogos, estos psicólogos se interesan principalmente en los problemas «normales» de ajuste que la mayoría enfrentan en algún momento de la vida, como el estrés ocasionado por el trabajo, las disputas conyugales, los problemas de desarraigo y otros. Habitualmente, tanto los psicólogos clínicos como los consejeros reparten su tiempo entre atender a pacientes e investigar sobre las causas de los trastornos y desajustes psicológicos y la efectividad de diferentes tipos de psicoterapia y consejería.[cita requerida]
Entre las principales salidas profesionales de un psicólogo, pueden encontrarse las siguientes:
- la clínica (consulta privada u hospital: necesariamente pasando por una oposición denominada PIR (Psicólogo Interno Residente) y que ofrece un número reducido de plazas; en 2009, 126 plazas a nivel nacional;
- la sanitaria (recientemente legalizada y con unas competencias parecidas al PIR que todavía están por concretar mejor; se accede a ella a través de la homologación sanitaria mediante el cumplimiento de la Ley de Economía Social hasta el 5 de octubre de 2014, o después de esa fecha, a través del Máster Oficial en Psicología General Sanitaria);
- la laboral (empresa, generalmente en recursos humanos);
- investigación en el área de psicobiología y neurociencias;
- la educativa (colegios y centros infantiles);
- neuropsicología (centros de rehabilitación de daños cerebrales);
- intervención social (por ejemplo en servicios sociales);
- también existe la posibilidad de dedicarse al ámbito de la investigación en universidades o en laboratorios privados.
- Recientemente, aproximadamente 25 años, se desarrolló una nueva rama de la psicología: la psicología jurídica, vertiente que incorpora a todos aquellos profesionales que se dedican a conjugar el derecho con la psicología. Comprende el comportamiento legal de las personas. Dentro de la psicología jurídica se encuentran, a su vez:
  - la psicología aplicada al trabajo realizado en los tribunales;
  - la psicología penitenciaria;
  - la psicología de la delincuencia;
  - la psicología judicial (testimonio, jurado);
  - la psicología policial y de las fuerzas armadas;
  - la victimología;
  - la mediación.
- También, la psicología del deporte, la psicología de la percepción (muy usada en seguridad vial) y la psicología de la atención (utilizada por controladores aéreos, por citar un ejemplo).[cita requerida]

### Psicólogo en línea
Es el profesional de la psicología que realiza su labor en línea (es decir, en internet, a través de la computadora o del celular), en videoconferencia.
- Realiza sesiones  ayudando al paciente donde y cuando quiera.
- Anónimo, en un contexto seguro y privado, para que el paciente hable con total confianza.[cita requerida]

## Deontología profesional del psicólogo
La actividad profesional del psicólogo lleva consigo necesariamente implicaciones éticas, estando sometida, por tanto, a exigencias y obligaciones profesionales de carácter deontológico. Estas consideraciones morales son normalmente acordadas y divulgadas por los colegios profesionales de psicólogos. En el preámbulo de la Declaración sobre las Normas Éticas de la Profesión Psicológica, adoptadas por la Asociación Psicológica Estadounidense (APA), se señala que:

El psicólogo cree en la dignidad y en la valía del ser humano individualmente considerado. Queda comprometido a aumentar la comprensión que el hombre tiene de sí mismo y de los demás. Mientras prosigue esta empresa, procura el bienestar psicológico de cualquier persona que puede buscar sus servicios o de cualquier sujeto, humano o animal, que pueda ser objeto de su estudio. No emplea su posición ni sus relaciones profesionales para finalidades que no vayan de acuerdo con estos valores, ni debe permitir que ello suceda cuando sus propios servicios son empleados por otros. Si bien demanda para sí mismo la libertad de investigación y de comunicación, acepta también la responsabilidad que confiere esta libertad: de competencia, cuando la reclama; de objetividad, en el informe de sus hallazgos, y de consideración para los mejores intereses de sus colegas y su sociedad.

Algunas de las exigencias éticas más destacadas por los colegios profesionales de psicólogos de España son las siguientes:
- La intervención del psicólogo, ya sea por petición de asesoramiento de una persona o por parte de una sociedad, implica una confianza plena, y exige como contrapartida el secreto profesional.
- La intervención del psicólogo nunca ha de pretender obtener información o conocimiento para conseguir beneficios sobre los sujetos a los que presta sus servicios.
- El código ético del psicólogo exige siempre, como objetivo último, el servicio a la persona, la búsqueda de su salud mental y de su equilibrio psíquico.
- El psicólogo nunca puede imponer sus objetivos, sino ayudar a descubrirlos al sujeto cliente de su intervención, puesto que todo sujeto es un ser libre.
- El psicólogo no puede imponer pautas o normas de conducta a los sujetos sobre los que interviene, porque todo sujeto, además de ser libre, es responsable de sus actos.
- El psicólogo no debe ayudar a los sujetos de su intervención a eludir sus responsabilidades, sino ayudarles a ser conscientes de ellas.
- En situaciones de conflicto en su ejercicio profesional, como, por ejemplo, atender a los intereses de una empresa para la que trabaja al tiempo que debe preocuparse por los intereses de personas contratadas por dicha empresa y de las que también se encarga, debe atender principalmente al beneficio psicológico de las personas.
- El psicólogo debe ser consciente de sus propios límites y carencias, tanto de sus limitaciones como persona como de los límites y lagunas de su formación, teniendo obligación moral de estar al día y perfeccionar sus conocimientos. Nunca debe prometer nada que no esté seguro que pueda cumplir y debe advertir sobre sus limitaciones siempre que la sociedad le pida más de lo que efectivamente pueda ofrecer.
- El psicólogo no debe buscar entrar en conflicto con sus colegas, y en caso de producirse no ha de pretender hacerlo público y notorio, sino acudir al papel conciliador del Colegio Profesional.
- El psicólogo ha de evitar rebajar o banalizar su profesión con sus actuaciones o con la imagen que de ella ofrece al público, máxime cuando se le solicite en medios públicos para interpretar acontecimientos y comportamientos o para ilustrar determinadas terapias psicológicas. Jamás debe ofrecer una imagen ligera de la profesión psicológica que la confunda con prácticas parapsicológicas de clarividencia, espiritistas y sensacionalistas sin base psicológica científica, actividades que, sin lugar a duda, no son respaldadas por los colegios profesionales de psicólogos.

## Intervención del Colegio Profesional de Psicólogos (España)
La autoridad que debe salvaguardar el cumplimiento de esta deontología profesional en España es el llamado Colegio Profesional de Psicólogos. Esta institución es la encargada de intervenir en caso de que un profesional viole el código ético al que está atado la actividad psicológica profesional, además de tener ciertas obligaciones para con sus afiliados:
- Los colegios profesionales de psicólogos deben estar atentos y tomar medidas en el caso de que algún psicólogo sufra desequilibrios personales que afecten a su ejercicio profesional.
- Deben intervenir, siguiendo las directrices del código deontológico, cuando se produzcan conflictos y escándalos públicos a consecuencia de informes y diagnósticos que interfieran en los derechos e intereses de otras personas, o entren en conflicto con informes emitidos por otros profesionales de la psicología, adoptando los procesos administrativos que consideren adecuados.
- Deben denunciar las prácticas de banalización y de ambigüedad profesional en el ejercicio de la psicología, así como recordar a sus afiliados la responsabilidad de ofrecer una imagen adecuada de su profesión.
- Tienen la obligación de recordar a los profesionales de la psicología su responsabilidad de ofrecer ayuda eficaz, para lo cual es necesario mantener al día su formación y evitar el anquilosamiento en el ejercicio de la profesión psicológica, puesto que las técnicas profesionales no son inamovibles. Para ello, deben procurar que sus afiliados reciban una especie de formación continuada, ofreciéndoles una actualización periódica de su formación teórica y práctica.